# Индустрия (Луганская область)
Индустрия (укр. Індустрія) — посёлок, относится к Антрацитовскому району Луганской области Украины. Находится под контролем самопровозглашённой Луганской Народной Республики.

## Географическое положение
К юго-западу от посёлка, по руслу реки Миуса, проходит граница между Луганской и Донецкой областями. Соседние населённые пункты: посёлки Фащевка (Антрацитовский район) на западе, Фащевка (Перевальский район) и Городище на северо-западе, Комендантское и Запорожье на севере, город Петровское, село Артёма, посёлки Давыдовка, Грушёвое, Тамара на северо-востоке, Красный Кут, Софиевский на востоке, город Вахрушево на юго-востоке, посёлки Садово-Хрустальненский и Андреевка (Донецкая область) на юге, сёла Грабово и Стрюково (оба в Донецкой области) на юго-западе.

## История
В июле 1995 года Кабинет министров Украины утвердил решение о приватизации находившегося здесь совхоза.
Население по переписи 2001 года составляло 841 человек.
С весны 2014 года — под контролем Луганской Народной Республики.

## Местный совет
94653, Луганская обл., Антрацитовский р-н, пгт. Красный Кут, ул. 2-я Советская, 20